# Cold War Conflicts
Cold War Conflicts là một trò chơi máy tính thuộc thể loại chiến lược thời gian thực lấy bối cảnh trong giai đoạn lịch sử của thời kỳ chiến tranh Lạnh từ năm 1950 đến năm 1973. Game do hãng Walkon Games phát triển và GMX Media phát hành vào năm 2004.

## Lối chơi
Cold War Conflicts cho phép người chơi nắm quyền điều khiển lực lượng quân đội của tám quốc gia khác nhau (Mỹ, Israel, Ai Cập, Bắc Triều Tiên, Anh, Syria, Liên Xô và Trung Quốc). Trò chơi có tất cả bốn chiến dịch chơi đơn, một số chiến dịch đi theo kiểu phi tuyến tính có nghĩa là thành công hay thất bại trong một số màn chơi sẽ dẫn đến một điểm khởi đầu và sức mạnh quân sự khác nhau trong màn chơi kế tiếp. Do game được thiết kế để đưa đến cái nhìn chính xác về chiến tranh trên chiến trường, vì vậy hầu hết người chơi chỉ được sử dụng một số lượng hạn chế các đơn vị quân và đồ tiếp tế có sẵn; trọng tâm là về chiến lược và chiến thuật quân sự thực tế tương tự như dòng game Blitzkrieg và Sudden Strike, thay vì thu thập tài nguyên, phát triển căn cứ và điều binh tiêu diệt quân thù như những game RTS khác.

### Chiến dịch
- Chiến dịch Israel được đặt trong bối cảnh của cuộc khủng hoảng Suez năm 1956. Các bên tham gia gồm Israel và Ai Cập.
- Chiến dịch Ai Cập phản ánh cuộc chiến tranh Ả Rập-Israel năm 1973. Các bên tham gia gồm Israel, Ai Cập, Syria và Liên Xô.
- Chiến dịch Bắc Triều Tiên đối phó với phần đầu tiên của cuộc chiến tranh Triều Tiên trong những năm 1950. Các bên tham gia gồm Bắc Triều Tiên, Mỹ, Anh, Trung Quốc và Liên Xô.
- Chiến dịch phía Mỹ cho thấy phần thứ hai của chiến tranh Triều Tiên liên quan đến các bên cùng tham chiến như phần chiến dịch của Bắc Triều Tiên.